# Talakmau
El Talakmau, també conegut com a Talamau o Ophir és un volcà de les muntanyes Barisan, a la província de Sumatra Occidental de l'illa de Sumatra, Indonèsia. El cim s'alça fins als 2.919 msnm i no es té constància cap erupció en temps històrics.